# Unione Sportiva Palermo 1948-1949
Questa voce raccoglie le informazioni riguardanti l'Unione Sportiva Palermo nelle competizioni ufficiali della stagione 1948-1949.

## Stagione
Dopo essere arrivato al 1º posto nel girone C della Serie B, ecco che il Palermo viene promosso in Serie A, nella quale ottiene un 11º posto finale. Il club aveva raggiunto questo piazzamento battendo in casa squadre blasonate come Inter e Juventus e pareggiando contro il Grande Torino rimontandolo di due gol, da 0-2 a 2-2, in questa partita poco meno di quattro mesi prima della Tragedia di Superga del 4 maggio 1949.
Il 22 maggio successivo era prevista infatti la gara di ritorno contro i granata, ma perirono interamente nel tragico incidente cui citato sopra. Il Palermo dunque, per volontà della FIGC in seguito alla tragedia, schierò la squadra riserve nella partita giocata in campo neutro a Firenze, terminata 3-0 per i torinesi. L'incontro, giocato di fronte a circa 85.000 spettatori, fu simbolico e della durata di 30 minuti per ogni tempo.

Il Palermo scese quindi in campo con la seguente formazione (4-4-2): Noto La Deca, Mairana, Scibilia, Lafranca, Madonia, Alessandro, Calafiore, Trapani, Tutone, Perna, Candurra. Per tutti questi giovani si trattava dell'esordio in massima serie.

## Rosa
| N. |                           | Ruolo | Calciatore            |
| -- | ------------------------- | ----- | --------------------- |
|    | Italia (bandiera)         | P     | Vittorio Masci        |
|    | Italia (bandiera)         | P     | Arnaldo Sentimenti    |
|    | Italia (bandiera)         | P     | Luigi Valsecchi       |
|    | Italia (bandiera)         | P     | Giuseppe Noto La Deca |
|    | Italia (bandiera)         | D     | Enrico Boniforti      |
|    | Italia (bandiera)         | D     | Ivo Buzzegoli         |
|    | Italia (bandiera)         | D     | Fernando Casuzzi      |
|    | Italia (bandiera)         | D     | Antonio Mairana       |
|    | Italia (bandiera)         | D     | Innocenzo Scibilia    |
|    | Italia (bandiera)         | D     | Agostino Lafranca     |
|    | Italia (bandiera)         | D     | Cristofaro Madonia    |
|    | Italia (bandiera)         | C     | Gaetano Conti         |
|    | Italia (bandiera)         | C     | Andrea Milani         |
|    | Italia (bandiera)         | C     | Alberto Piccinini     |
|    | Cecoslovacchia (bandiera) | C     | Čestmír Vycpálek      |

| N. |                           | Ruolo | Calciatore              |
| -- | ------------------------- | ----- | ----------------------- |
|    | Italia (bandiera)         | C     | Francesco Alessandro    |
|    | Italia (bandiera)         | C     | Luigi Calafiore         |
|    | Italia (bandiera)         | C     | Salvatore Trapani       |
|    | Italia (bandiera)         | C     | Gaspare Tutone          |
|    | Italia (bandiera)         | C     | Franco Moretti          |
|    | Italia (bandiera)         | C     | Romolo Sforza           |
|    | Italia (bandiera)         | C     | Sergio Rampini          |
|    | Cecoslovacchia (bandiera) | A     | János Chawko            |
|    | Italia (bandiera)         | A     | Andrea Marzani          |
|    | Italia (bandiera)         | A     | Aurelio Pavesi De Marco |
|    | Italia (bandiera)         | A     | Mario Torti             |
|    | Italia (bandiera)         | A     | Pietro De Santis        |
|    | Italia (bandiera)         | A     | Carmelo Di Bella        |
|    | Italia (bandiera)         | A     | Gaetano Perna           |
|    | Italia (bandiera)         | A     | Giuseppe Candurra       |

## Risultati

### Serie A

#### Girone di andata
| 19 settembre 1948 1ª giornata | Fiorentina | 0 – 3 | Palermo |  |

| 26 settembre 1948 2ª giornata | Palermo | 2 – 1 | Milan |  |

| 3 ottobre 1948 3ª giornata | Palermo | 4 – 2 | Livorno |  |

| 10 ottobre 1948 4ª giornata | Inter | 0 – 0 | Palermo |  |

| 17 ottobre 1948 5ª giornata | Triestina | 3 – 1 | Palermo |  |

| 24 ottobre 1948 6ª giornata | Palermo | 1 – 3 | Lucchese |  |

| 31 ottobre 1948 7ª giornata | Palermo | 1 – 0 | Lazio |  |

| 4 novembre 1948 8ª giornata | Genoa | 1 – 1 | Palermo |  |

| 7 novembre 1948 9ª giornata | Novara | 1 – 0 | Palermo |  |

| 14 novembre 1948 10ª giornata | Palermo | 3 – 0 | Bari |  |

| 21 novembre 1948 11ª giornata | Palermo | 1 – 1 | Sampdoria |  |

| 28 novembre 1948 12ª giornata | Atalanta | 2 – 1 | Palermo |  |

| 5 dicembre 1948 13ª giornata | Palermo | 2 – 1 | Roma |  |

| 8 dicembre 1948 14ª giornata | Palermo | 3 – 1 | Pro Patria |  |

| 12 dicembre 1948 15ª giornata | Modena | 4 – 0 | Palermo |  |

| 19 dicembre 1948 16ª giornata | Juventus | 3 – 2 | Palermo |  |

| 26 dicembre 1948 17ª giornata | Bologna | 1 – 0 | Palermo |  |

| 2 gennaio 1949 18ª giornata | Palermo | 1 – 0 | Padova |  |

| 5 gennaio 1949 19ª giornata | Palermo | 2 – 2 | Torino |  |

#### Girone di ritorno
| 9 gennaio 1949 20ª giornata | Palermo | 0 – 2 | Fiorentina |  |

| 16 gennaio 1949 21ª giornata | Milan | 2 – 1 | Palermo |  |

| 23 gennaio 1949 22ª giornata | Livorno | 0 – 2 | Palermo |  |

| 30 gennaio 1949 23ª giornata | Palermo | 2 – 1 | Inter |  |

| 6 febbraio 1949 24ª giornata | Palermo | 4 – 0 | Triestina |  |

| 13 febbraio 1949 25ª giornata | Lucchese | 6 – 2 | Palermo |  |

| 20 febbraio 1949 26ª giornata | Lazio | 5 – 1 | Palermo |  |

| 6 marzo 1949 27ª giornata | Palermo | 3 – 0 | Genoa |  |

| 13 marzo 1949 28ª giornata | Palermo | 3 – 0 | Novara |  |

| 20 marzo 1949 29ª giornata | Bari | 2 – 1 | Palermo |  |

| 3 aprile 1949 30ª giornata | Sampdoria | 2 – 2 | Palermo |  |

| 10 aprile 1949 31ª giornata | Palermo | 1 – 2 | Atalanta |  |

| 17 aprile 1949 32ª giornata | Roma | 3 – 2 | Palermo |  |

| 20 aprile 1949 33ª giornata | Pro Patria | 1 – 0 | Palermo |  |

| 30 aprile 1949 34ª giornata | Palermo | 0 – 0 | Modena |  |

| 8 maggio 1949 35ª giornata | Palermo | 2 – 0 | Juventus |  |

| 15 maggio 1949 36ª giornata | Palermo | 0 – 0 | Bologna |  |

| 29 maggio 1949 37ª giornata | Padova | 3 – 3 | Palermo |  |

| 5 giugno 1949 38ª giornata | Torino | 3 – 0 | Palermo |  |

## Statistiche

### Statistiche di squadra
| Competizione | Punti | In casa | In casa | In casa | In casa | In casa | In casa | In trasferta | In trasferta | In trasferta | In trasferta | In trasferta | In trasferta | Totale | Totale | Totale | Totale | Totale | Totale | DR |
| Competizione | Punti | G       | V       | N       | P       | Gf      | Gs      | G            | V            | N            | P            | Gf           | Gs           | G      | V      | N      | P      | Gf     | Gs     | DR |
| ------------ | ----- | ------- | ------- | ------- | ------- | ------- | ------- | ------------ | ------------ | ------------ | ------------ | ------------ | ------------ | ------ | ------ | ------ | ------ | ------ | ------ | -- |
| Serie A      | 36    | 19      | 12      | 4       | 3       | 35      | 16      | 19           | 2            | 4            | 13           | 22           | 42           | 38     | 14     | 8      | 16     | 57     | 58     | -1 |

### Statistiche dei giocatori
| Giocatore          | Serie A  | Serie A |
| Giocatore          | Presenze | Reti    |
| ------------------ | -------- | ------- |
| F. Alessandro      | 1        | 0       |
| E. Boniforti       | 33       | 3       |
| I. Buzzegoli       | 21       | 1       |
| L. Calafiore       | 1        | 0       |
| G. Candurra        | 1        | 0       |
| F. Casuzzi         | 11       | 2       |
| J. Chawko          | 21       | 4       |
| G. Conti           | 34       | 2       |
| P. De Santis       | 32       | 12      |
| C. Di Bella        | 9        | 1       |
| A. Lafranca        | 1        | 0       |
| C. Madonia         | 1        | 0       |
| A. Mairana         | 1        | 0       |
| A. Marzani         | 20       | 9       |
| V. Masci           | 30       | -41     |
| A. Milani          | 32       | 2       |
| F. Moretti         | 34       | 1       |
| G. Noto La Deca    | 1        | -3      |
| A. Pavesi De Marco | 27       | 12      |
| G. Perna           | 1        | 0       |
| A. Piccinini       | 36       | 0       |
| S. Rampini         | 2        | 0       |
| I. Scibilia        | 1        | 0       |
| A. Sentimenti      | 3        | -8      |
| R. Sforza          | 10       | 0       |
| M. Torti           | 18       | 0       |
| S. Trapani         | 1        | 0       |
| G. Tutone          | 1        | 0       |
| L. Valsecchi       | 4        | -6      |
| C. Vycpalek        | 30       | 7       |